# Ображена честь Мімі-металурга
«Ображена честь Мімі-металурга» (італ. Mimì metallurgico ferito nell'onore) — італійська комедійна драма 1972 року, поставлений режисеркою Ліною Вертмюллер з Джанкарло Джанніні та Маріанджелою Мелато в головних ролях. Стрічка брала участь в конкурсній програмі 25-го Каннського міжнародного кінофестивалю 1972 року у змаганні за Золоту пальмову гілку.

## Сюжет
Кармело на прізвисько Мімі живе в Сицилії бідно, але чесно. Він втрачає роботу через те, що на виборах проголосував за комуністів. Багатьом такий вибір не сподобався і сміливця Мімі позбавляють всього, що в нього було. Чоловік переїжджає в індустріальний Турин. Там він займається пошуками нової роботи та живе з жінкою в цивільному шлюбі. Незабаром він її кидає, оскільки познайомився з милою та чарівною дівчинкою, яка була ще дівою.
За допомогою родичів Мімі вдається отримати місце металурга на заводі, але при цьому він не повинен свідчити тепер на суді проти цих людей. Вони ж скоїли страшний злочин: убили на очах Мімі п'ятьох людей. Колись сміливий чоловік, що відстоював свої права, стає тепер справжнім боягузом. Він починає боятися усіх: від мафіозі не сховатися і не втекти, у місті всі схожі між собою. Мімі опиняється у безвиході.

## У ролях
| • Джанкарло Джанніні | … | Кармело «Мімі» Мардогео                              |
| • Маріанджела Мелато | … | Фіорелла Менігіні                                    |
| • Турі Ферро         | … | Дон Калогеро / Віко Тракаріко / Сальваторе Трікаріко |
| • Агостіна Беллі     | … | Розалія Капуццо                                      |
| • Луїджі Діберті     | … | Піпіно                                               |
| • Єлена Фьоре        | … | Амалія Фіннокчіаро                                   |
| • Туччо Мусумечі     | … | Паскуале                                             |
| • Ігнаціо Паппалардо | … | Массаро Нтоні                                        |
| • Джанфранко Барра   | … | сержант Амілкар Фіннокчіаро                          |
| • Лівія Джампальмо   | … | Віолетта                                             |

## Знімальна група
- Автор сценарію — Ліна Вертмюллер
- Режисер-постановник — Ліна Вертмюллер
- Продюсери — Романо Кардареллі, Даніеле Сенаторе
- Оператор — Даріо Ді Пальма
- Композитор — П'єро Піччоні
- Монтаж — Франко Фратічеллі
- Художник-постановник — Амедео Фаґо
- Художник по костюмах — Енріко Джоб
- Художник-декоратор — Еміліо Балделлі

## Нагороди та номінації
| Список нагород та номінацій                       | Список нагород та номінацій | Список нагород та номінацій        | Список нагород та номінацій   | Список нагород та номінацій | Список нагород та номінацій |
| Кінопремія                                        | Рік                         | Категорія                          | Номінант(и)                   | Результат                   |                             |
| ------------------------------------------------- | --------------------------- | ---------------------------------- | ----------------------------- | --------------------------- | --------------------------- |
| Каннський міжнародний кінофестиваль               | 1972                        | Золота пальмова гілка              | Ображена честь Мімі-металурга | Номінація                   |                             |
| Премія «Давид ді Донателло»                       | 1972                        | Найкращий актор                    | Джанкарло Джанніні            | Перемога                    |                             |
| Премія «Давид ді Донателло»                       | 1972                        | Спеціальний «Давид»                | Маріанджела Мелато            | Номінація                   |                             |
| Премія «Золотий кубок»                            | 1972                        | Найкращий актор                    | Джанкарло Джанніні            | Перемога                    |                             |
| Премія «Золотий кубок»                            | 1972                        | Найкраща нова акторка              | Маріанджела Мелато            | Перемога                    |                             |
| Італійський національний синдикат кіножурналістів | 1973                        | Срібна стрічка найкращому акторові | Джанкарло Джанніні            | Перемога                    |                             |
| Італійський національний синдикат кіножурналістів | 1973                        | Срібна стрічка найкращій акторці   | Маріанджела Мелато            | Перемога                    |                             |
| Премія Золотий глобус (Італія)                    | 1973                        | Найкращий актор                    | Джанкарло Джанніні            | Перемога                    |                             |
| Премія Золотий глобус (Італія)                    | 1973                        | Найкраща акторка                   | Маріанджела Мелато            | Перемога                    |                             |